# Galacticop
Pour plus de détails, voir Fiche technique et Distribution.
Galacticop (A Gnome Named Gnorm) est un film américain réalisé par Stan Winston, sorti en 1990.

## Synopsis
Casey Gallagher, jeune flic catastrophique, découvre lors d'une mission une étrange créature qui s'avère être un gnome du nom de Gnorm. Celui-ci doit exposer une pierre magique à la lumière du soleil pour que son peuple, qui vit sous terre, puisse survivre. Malheureusement la pierre a disparu, et Gallagher va devoir s'allier à ce drôle de coéquipier pour mener sa propre enquête.

## Fiche technique
- Titre : Galacticop
- Autres titres : A Gnome Named Gnorm (titre original), The Adventures of a Gnome Named Gnorm (titre alternatif), Upworld (titre vidéo Grande-Bretagne)
- Réalisateur : Stan Winston
- Scénaristes : Pen Densham et John Watson. Histoire de Pen Densham
- Producteurs : Robert W. Cort (en), Pen Densham, Scott Kroopf et Richard Barton Lewis
- Producteur exécutif : Lawrence Kasanoff (en) et Ellen Steloff
- Montage : Marcus Manton
- Musique : Richard Gibbs
- Photo : Bojan Bazelli
- Langue : anglais
- Pays de production :  États-Unis
- Format : Couleur  - 1.85:1 - 35 mm
- Lieu de tournage : Long Beach, Californie
- Durée : 84 minutes (1h24)
- Dates de sortie :
  - États-Unis : 1990

## Distribution
- Anthony Michael Hall : Casey Gallagher
- Jerry Orbach : Stan Walton
- Claudia Christian : Samantha (Sam)
- Eli Danker : Zadar
- Mark Harelik : Inspecteur Kaminsky
- Robert Z'dar : Reggie
- Mike Avery, Craig Caton, Greg Figiel, Eric Karlen, Eileen Kastner-Delago, Richard J. Landon, Frank Charles Lutkus III, Shane Mahan, Brandon Mason, David Nelson, Rob Paulsen, Jon Price, John Rosengrant, Will Ryan, Shannon Shea, Mike Trcic : Gnorm

## Production

### Version française
Le titre français Galacticop ainsi que la jaquette de la vidéo suggèrent que le film parle d'extraterrestres, alors qu'il n'en est rien.